# Mecometopus riveti
Mecometopus riveti är en skalbaggsart som beskrevs av Pierre Émile Gounelle 1910. Mecometopus riveti ingår i släktet Mecometopus och familjen långhorningar. Inga underarter finns listade i Catalogue of Life.